# Tylototriton anguliceps
Espèce
Tylototriton anguliceps est une espèce d'urodèles de la famille des Salamandridae.

## Répartition
Cette espèce se rencontre :
- au Laos dans la province de Luang Namtha ;
- en Thaïlande dans la région montagneuse de la province de Chiang Rai ;
- au Viêt Nam dans les provinces de Sơn La et de Điện Biên.

Sa présence est incertaine au Yunnan en République populaire de Chine.

## Description
Le mâle holotype mesure 123,7 mm dont 61,1 mm sans la queue et 62,6 mm de queue. Cet animal a un marquage noir et rouge-orangé. Il a reçu, en anglais, le surnom de"Klingon Newt" (ou "triton Klingon" en français) en raison de ses arêtes osseuses sur la tête faisant penser aux Klingons, une race extraterrestre de l'univers de Star Trek.

## Publication originale
- Le, Nguyen, Nishikawa, Nguyen, Pham, Matsui, Bernardes & Nguyen, 2015 : A new species of Tylototriton Anderson, 1871 (Amphibia: Salamandridae) from northern Indochina. Current Herpetology, Kyoto, vol. 34, no 1, p. 38–50.